# Fixpunkt (geodesi)

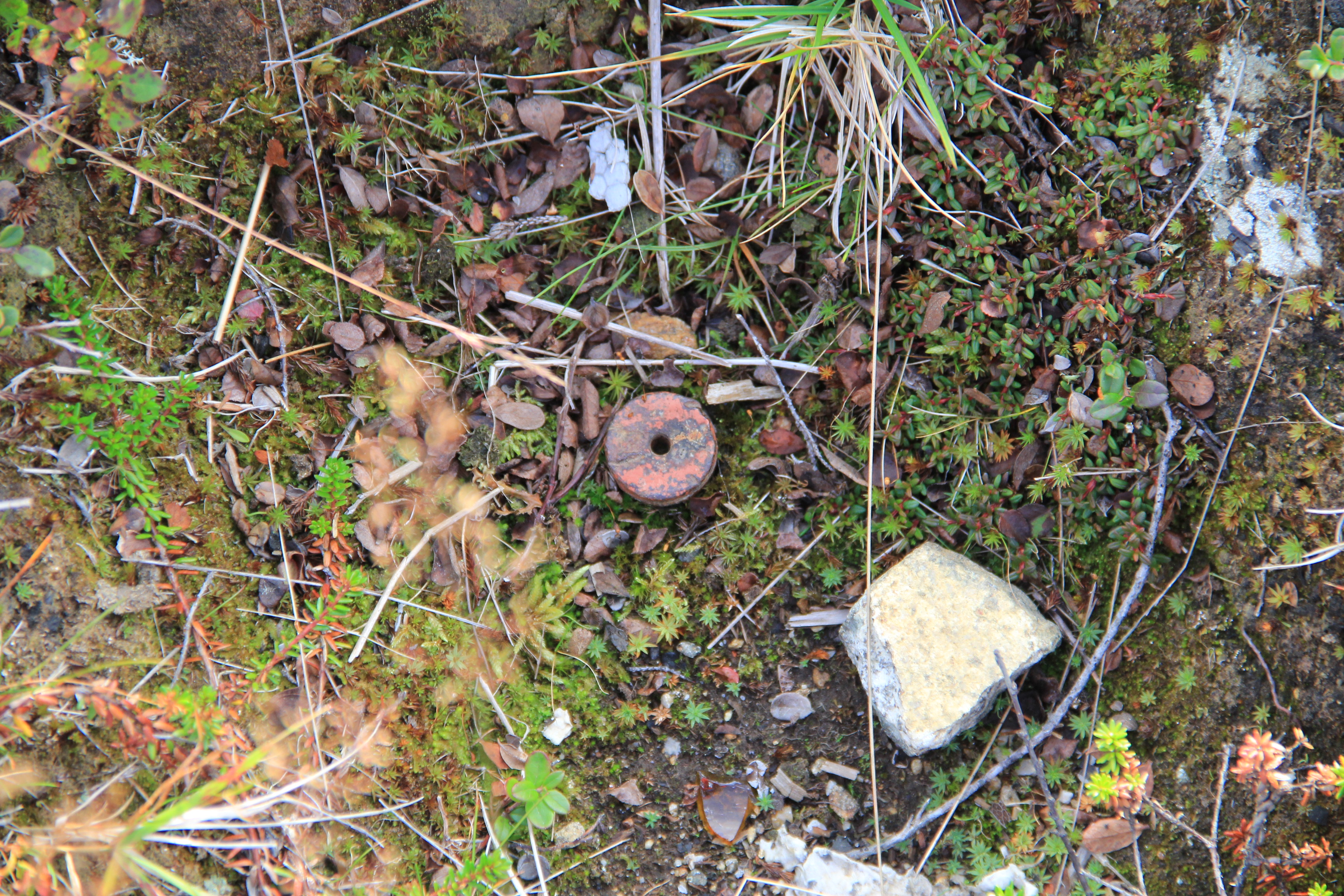
Markeringsbulten på punkt G 275 i det finländska geodetiska systemet, under det ursprungliga trianguleringstornet på Kaunispää

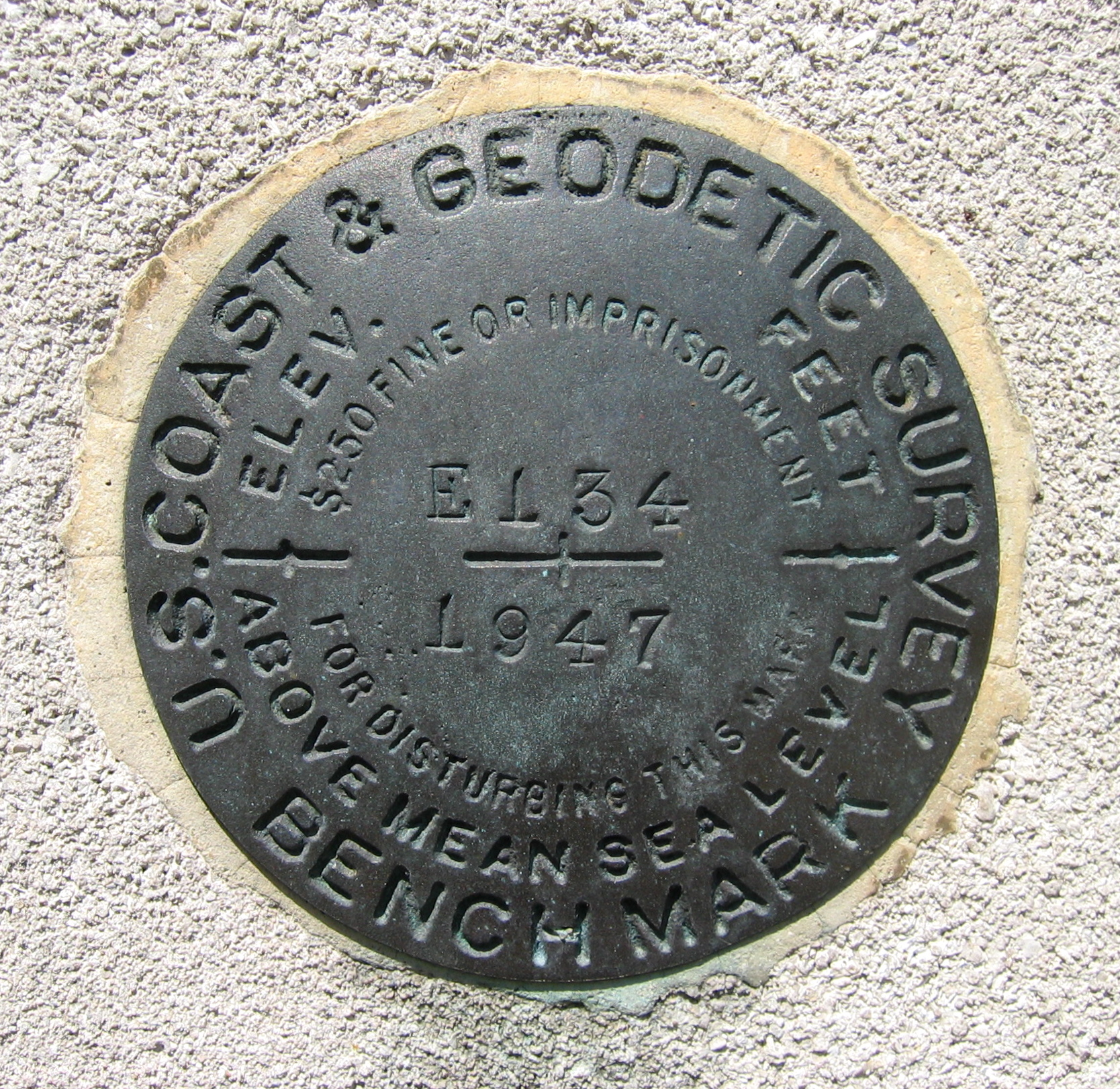
En fixpunktmarkering i USA.

En fixpunkt, höjdfixpunkt, är inom lantmäteriet en noga inmätt punkt, som genom avvägning utgör utgångspunkt för vidare höjdmätningar i dess omgivning.
Avståndet mellan två fixpunkter i Sverige är mellan 1 och 2 kilometer.
Karttecknet för en fixpunkt är en cirkel genombruten av ett kors[källa behövs], och den kallas också för 'höjdfix'.
Ordet "fixpunkt" är belagt i svenska språket sedan 1864.
En triangelpunkt är också en form av fixpunkt, men i ett triangelmätningssystem. Karttecknet i svenska kartor är en triangel med en punkt i mitten.